# Stjepan Radić
Pour les articles homonymes, voir Radić.
Stjepan Radić, né le 11 juin 1871 à Desno Trebarjevo, près de Sisak (Autriche-Hongrie), et assassiné le 8 août 1928 à Zagreb (royaume des Serbes, Croates et Slovènes), est un homme politique croate, fondateur du Parti paysan croate (en croate Hrvatska Seljačka Stranka, HSS) en 1905. Il réussit à unifier la population rurale croate en une force politique viable.
Opposant à l'union de l'État des Slovènes, Croates et Serbes avec le royaume de Serbie, puis à l'hégémonie serbe au sein du royaume des Serbes, Croates et Slovènes, il devient une importante personnalité politique du pays et est assassiné par Puniša Račić, un Monténégrin du Parti radical populaire serbe, donnant naissance à de nombreuses tensions entre les Croates et les Serbes.
Sa mort violente fait de lui un héros de la cause nationale croate.

## Biographie

### Jeunesse et formation
Stjepan Radić est né à Desno Trebarjevo, près de Sisak, dans le royaume de Croatie-Slavonie (alors partie de l'Autriche-Hongrie). Il est neuvième d'une fratrie de onze enfants. Après avoir été exclus de son gymnasium à Zagreb, puis avoir intégré celui de Karlovac, Radić voyage en 1888 à Đakovo, où il rencontre l'évêque Josip Juraj Strossmayer. Il lui demande de l'aide pour un voyage dans l'Empire russe : Strossmayer l'oriente vers le métropolite Mihailo de Belgrade, qui lui communique les coordonnées d'un professeur russe de Kiev. Se rendant dans cette ville, Radić est autorisé à y séjourner à la laure des Grottes, où il reste six semaines avant de rentrer en Croatie.
En septembre 1891, il s'inscrit en faculté de droit à l'université de Zagreb. Il est sélectionné comme représentant du corps étudiant lors des célébrations du 300e anniversaire de la bataille de Sisak (en), en 1893. Il s'y fait remarquer par une attaque virulente contre le ban  (gouverneur) de Croatie, Károly Khuen-Héderváry, qu'il traite de « hussard hongrois », après quoi il est condamné à quatre mois de prison qu'il purge à Petrinja. Avec un groupe d'étudiants, il met ensuite le feu au drapeau hongrois le 16 octobre 1895, durant la visite de l'empereur François-Joseph Ier à Zagreb : en réponse, il est condamné à une nouvelle peine de prison et exclus de l'université de Zagreb, ainsi que de toutes les universités du royaume. Radić s'exile alors quelque temps en Russie, puis à Prague, avant de poursuivre ses études à l'École libre des sciences politiques de Paris : il en sort diplômé en 1899.

### État des Slovènes, Croates et Serbes
Après la Première Guerre mondiale, il s'oppose à la fusion de la Croatie avec le royaume de Serbie, sans garantie d'autonomie pour les Croates. Il entre alors au Conseil national de l'État des Slovènes, Croates et Serbes : il s'y fait notamment connaître en demandant à des délégués attendant une réunion qui décidera de l'avenir politique du pays, le 24 novembre 1918, de ne pas « se précipiter comme des oies dans le brouillard ». Il est le seul membre du comité central du Conseil national à voter contre l'envoi d'une délégation à Belgrade pour négocier avec le royaume de Serbie.
Sous la pression des grandes puissances (Empire britannique, France, États-Unis) et afin d'honorer l'accord secret de Londres conclu entre la Triple-Entente et le royaume de Serbie, la fusion des deux États est finalement menée à son terme, donnant naissance au royaume des Serbes, Croates et Slovènes. Deux membres du parti de Radić sont nommés à la Représentation nationale provisoire (en), organe temporaire faisant office de Parlement jusqu'à la constitution d'élections, mais refusent de prendre fonction[réf. nécessaire].

### Arrestation
Le 8 mars 1919, le Comité central du parti de Radić, le Parti paysan du peuple (PPP), vote une résolution déclarant que « les citoyens croates ne reconnaissent pas le royaume des Serbes, Croates et Slovènes de la dynastie Karađorđević, car ce royaume a été proclamé autrement que par le Sabor (Parlement) croate et sans aucun mandat du peuple croate ». Le texte, traduit en français et expédié à l'étranger, précipite la décision du gouvernement d'arrêter Radić ainsi que de nombreux autres membres du parti.
Radić est détenu pendant 11 mois avant d'être libéré en février 1920, neuf mois avant les premières élections législatives du nouveau royaume en novembre. La participation s'élève à 230 590 suffrages sur le territoire croate, représenté par 50 sièges sur un total de 419. Avant la première session parlementaire, Stjepan Radić organise une manifestation géante rassemblant 100 000 personnes à Zagreb, puis convoque une réunion extraordinaire du PPP — rebaptisé quelque temps plus tard le Parti paysan croate républicain (PPCR). Le parti y vote une motion par laquelle il résout de ne participer à aucune discussion parlementaire avant que ne soient réglés les conflits de gouvernance avec la Serbie, au premier rang desquels la minoration du peuple croate et les pouvoirs directs du roi serbe sur le gouvernement central de Belgrade.

### Nouvelle Constitution
Le 12 décembre 1920, le Parlement du royaume des Slovènes, Croates et Serbes tient sa première session sans les représentants du Parti paysan croate (50 députés) et du Parti croate du Droit (deux députés). Ceci n'empêche pas l'adoption de la nouvelle constitution du royaume (la constitution Vidovdan) le 28 juin 1921, soutenue par 223 députés sur un total de 285 présents — soit une confortable majorité de 78,24 % parmi les présents, mais seulement 53,2 % du nombre total de députés. Le Parlement étant censé voter une nouvelle constitution dans le cadre d'une assemblée constituante, la majorité est donc en réalité très faible.
Les élections législatives suivantes se tenant en mars 1923, Stjepan Radić et le PPRC tentent de mobiliser l'électorat contre le gouvernement central. Cette campagne permet au PPRC de remporter 70 sièges avec 473 733 suffrages exprimés — ce qui représente la majorité de l'électorat en Croatie septentrionale et méridionale, ainsi qu'au sein des communautés croates de Bosnie et d'Herzégovine.

### Nouvelle incarcération
Radić persiste dans l'idée d'une Croatie indépendante, et tient le PPRC en dehors du Parlement en signe de protestation. Ceci permet au premier ministre Nikola Pašić de renforcer le pouvoir de son gouvernement dominé par les Serbes. À son retour d'une tournée à l'étranger en 1923, pendant laquelle Stjepan Radić visite le Royaume-Uni (pendant 5 mois), l'Autriche (5 mois) et l'Union soviétique (2 mois), il est arrêté à Zagreb et condamné pour association avec les communistes soviétiques. Ce voyage avait en effet pour but de plaider la cause les Croates opposés au royaume des Slovènes, Croates et Serbes et d'internationaliser leur lutte.
À sa sortie de prison, Stjepan Radić revient en politique, non sans difficultés. Le 23 décembre 1923, le gouvernement central, dominé par les Serbes, adopte la résolution Obzana, qui déclare le PPRC en infraction avec la loi de sécurité intérieure de 1921. Cette décision, confirmée par le roi Alexandre Ier le 1er janvier 1924, entraîne le 2 janvier 1925 l'arrestation des dirigeants du parti, suivie de celle de Stjepan Radić le 5 janvier.
Après les élections législatives de février 1925, malgré l'emprisonnement de tous ses dirigeants — excepté Stjepan Radić, libéré dans l'intervalle —, le PPRC remporte 67 sièges avec 532 872 suffrages. Cette diminution du nombre de sièges détenus par le parti, malgré une mobilisation plus forte qu'à la précédente élection, est permise par un minutieux redécoupage des circonscriptions par le gouvernement central. Afin de renforcer son pouvoir de négociation, le PPRC entre en coalition avec le Parti démocrate (Demokratska stranka), le Parti populaire slovène (Slovenska ljudska stranka) et l'Organisation musulmane yougoslave (Jugoslavenska Muslimanska Organizacija).

### Retour au Parlement

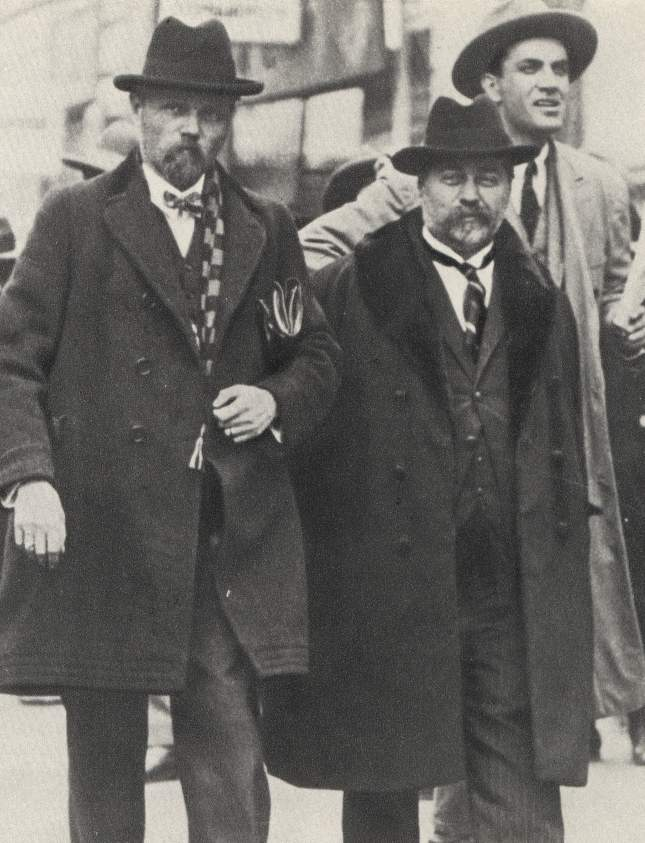
Stjepan (au milieu) et Pavle Radić en 1928.

En mars 1925, dans la foulée des législatives, le PPCR prend le nom de Parti paysan croate (PPC ; en croate : Hrvatska Seljačka Stranka). Avec le soutien de ses partenaires dans la coalition, le PPC conclut un accord avec le plus grand parti conservateur serbe, le Parti populaire radical (Narodna Radikalna Stranka), en vue d'un partage du pouvoir et de la libération de ses dirigeants ; en contrepartie, il effectue certaines concessions en reconnaissant le gouvernement central, le roi Alexandre Ier et de la constitution Vidovdan, devant un Parlement comble le 27 mars 1925. Cet accord propulse Stjepan Radić au poste de ministre de l'Éducation, tandis que d'autres dirigeants du PPC — son neveu Pavle Radić (en), Nikola Nikić, Benjamin Šuperina et Ivan Krajač — obtiennent également des postes ministériels. La coalition prend néanmoins fin peu de temps après le décès, le 10 décembre 1925, du président du Parti populaire radical, Nikola Pašić.
Radić démissionne rapidement de son poste ministériel en 1926 et retourne dans l'opposition. Il tente ensuite une coalition avec Svetozar Pribićević, président du Parti démocrate indépendant (en), majoritaire chez les Serbes de Croatie : longtemps opposés au PCC, les démocrates indépendants sont en effet déçus par la bureaucratie belgradoise, ce qui les conduit à renouer avec les partisans de Radić (avec lequel ils étaient alliés à l'époque de l'Autriche-Hongrie). Cette coalition paysanne-démocrate a alors une réelle chance de briser la longue domination des radicaux sur le Parlement : de fait, Stjepan Radić obtient une majorité parlementaire en 1928, mais échoue à former un gouvernement. La coalition paysanne-démocrate s'oppose en effet à une certaine élite croate, incarnée par exemple par Ivo Andrić, qui voit les partisans du PPC comme des « idiots suivant un chien aveugle » (à savoir Radić).

### Assassinat en plein Parlement
Le pouvoir du Parti radical étant amoindri, et la coalition paysanne-démocrate incapable de former un gouvernement, l'atmosphère au Parlement devient de plus en plus instable, les députés s'affrontant sur des contentieux à base ethnique. Ces accusations fusent de tous côtés et Radić répond ainsi à l'une d'entre elles : « Nos amis serbes nous rappellent toujours le prix qu'ils ont payé pendant la guerre. J'aimerais les inviter à en établir les coûts, afin que nous en soldions les comptes, et que nous nous en allions. » Des menaces de mort et d'agression sont proférées à son encontre au Parlement, sans aucune intervention du président de l'Assemblée. Le matin du 20 juin 1928, Radić est averti du risque d'une tentative d'assassinat à son encontre et est incité à rester à l'écart de l'Assemblée ce même jour. Il répond qu'à l'image d'un soldat dans la guerre des tranchées, il est de son devoir d'y aller, mais il promet cependant de ne pas s'exprimer.
Dans l'Assemblée, Puniša Račić, un membre monténégrin du Parti radical populaire serbe, se lève et prononce un discours provocant qui soulève une réaction houleuse de l'opposition ; Radić lui-même garde toutefois le silence. Finalement, Ivan Pernar se met à hurler en direction de l'orateur : « toi, Bey plumé ! », en référence aux accusations de corruption qui pèsent sur Puniša Račić. À ces mots, ce dernier sort un revolver, abat Pernar et continue à tirer sur Radić et quelques autres députés du Parti paysan croate, dont deux, Pavle Radić et Đuro Basariček, sont tués sur le coup. On croit alors que Stjepan Radić est mort lui aussi, mais, grièvement touché, il est ramené à Zagreb. Ce n'est que quelques semaines plus tard qu'il meurt des complications de sa sévère blessure à l'estomac, à l'âge de 57 ans. De son côté, Pernar survit à ses blessures.
L'enterrement de Radić rassemble une foule nombreuse, et son décès ouvre une profonde déchirure dans les relations entre Croates et Serbes au sein du royaume. Son assassin est assigné à résidence dans une luxueuse villa de Serbie ; il est par la suite libéré et meurt en 1944, exécuté pour collaboration avec l'Allemagne nazie.
À la suite des tensions ethniques engendrées par ce meurtre, le roi Alexandre Ier abolit la Constitution en janvier 1929, dissout le Parlement et met en place une dictature monarchique, opprimant tout sentiment nationaliste au sein de la désormais Yougoslavie, officiellement proclamée en octobre de la même année.
Radić est enterré au cimetière Mirogoj à Zagreb.

## Héritage
La mort violente de Radić fait de lui un martyr : il devint une icône de la lutte politique des ouvriers et des paysans, et le grand symbole des patriotes croates. L'image de Stjepan Radić est ensuite réutilisée, non seulement par son successeur Vladko Maček, mais aussi par les autres courants politiques croates, de droite comme de gauche.
Les Oustachis, au pouvoir dans l'État indépendant de Croatie fondé durant la Seconde Guerre mondiale, utilisent ainsi la mort de Stjepan Radić comme une preuve de l'hégémonie serbe, et comme prétexte au génocide des Serbes de Croatie, tout en emprisonnant ou tuant de nombreux dirigeants du PPC en raison de leur opposition à la dictature d'Ante Pavelić. Cette répression est exploitée en retour par les Partisans yougoslaves pour recruter des militants du PCC opposés au régime : ils créent en 1943 une brigade portant les noms d'Antun et Stjepan Radić.
L'image de Stjepan Radić est par la suite largement utilisée pendant le mouvement du Printemps croate, au début des années 1970. Dans l'actuelle république de Croatie, de nombreux groupes folkloriques, clubs, écoles primaires ou secondaires portent son nom, de même que de multiples rues et places à travers le pays, tandis qu'un grand nombre de villes lui consacrent une statue. Son portrait orne aussi le billet de banque de 200 kunas, la monnaie croate de 1994 à 2022.
En 1997, un sondage de l'hebdomadaire Nacional présente Stjepan Radić comme la personnalité historique croate la plus admirée.